# Rob Caggiano
Rob Caggiano (ur. 7 listopada 1976) – amerykański muzyk rockowy, gitarzysta, producent muzyczny, inżynier dźwięku. 
Był członkiem zespołu Anthrax w latach 2001-2005, a następnie od 2007 do 2013.
Były członek duńskiego zespołu Volbeat.  

## Wybrana dyskografia
- Cradle of Filth - Damnation and a Day (2003, miksowanie)[4]
- Cradle of Filth - Nymphetamine (2004, gitara, produkcja muzyczna)[5]
- A Life Once Lost - Hunter (2005, produkcja muzyczna)
- The Agony Scene - The Darkest Red (2005, produkcja muzyczna, miksowanie, inżynieria dźwięku)
- Cradle of Filth - Thornography (2006, perkusja, wokal wspierający, produkcja muzyczna)[6]
- Bleeding Through - The Truth (2006, produkcja muzyczna, miksowanie, inżynieria dźwięku)
- 閃靈 - 十殿 / Mirror of Retribution (2009, produkcja muzyczna, miksowanie, inżynieria dźwięku)
- Cradle of Filth - Evermore Darkly (2011, remiks)[7]
- Sylencer - A Lethal Dose of Truth (2012, gościnnie gitara)
- Shining - Redefining Darkness (2012, gościnnie gitara)